# Ліам Гемсворт
Лі́ам Ге́мсворт (англ. Liam Hemsworth; нар. 13 січня 1990, Мельбурн, Австралія) — австралійський актор, який здобув популярність завдяки ролям у фільмах «Нестримні 2» і «Голодні ігри». Старші брати Ліама, Кріс Гемсворт і Люк Гемсворт, також стали акторами і допомагають Ліаму в його творчому шляху.

## Життєпис
Народився в сім'ї вчительки і працівника соціальної служби. Якийсь час сім'я Гемсвортів жила на маленькому тихоокеанському острові Філіпп, де брати тривалий час займалися серфінгом. Ну а в 2009 році Ліам Гемсворт вирушив до США, починати свою акторську кар'єру. У нього разом з Крісом був один і той же агент, Вільям Вард, у якого вони жили якийсь час, поки не придбали власну нерухомість.

## Творчий шлях
Перші кроки на професійній ниві Ліам почав робити ще в 17 років — він грав в епізодах австралійських серіалів «Сусіди», «Додому і в дорогу» і «Дочки МакЛеода». Трохи пізніше актор взяв участь у зніманні британського серіалу «Насолода», ну а в 2009 році виконав невелику роль в американському фільмі-катастрофі «Знамення» Алекса Пройаса. У тому ж 2009 Ліам Гемсворт потрапив в акторський склад фільму Сильвестра Сталлоне «Нестримні», однак в останній момент його персонаж був викреслений зі сценарію (але повернувся вже в сиквелі). Цікаво, що в той день, коли Ліам випав зі знімання потенійного блокбастера, Кеннет Брана взяв його на проби на головну роль у свою коміксекранізацію «Тор». Але після тестових переглядів було вирішено, що міфологічного бога таки зіграє його старший брат, Кріс Гемсворт.
Ліам Гемсворт виконав один з головних образів у фільмі «Остання пісня» за однойменною книгою Ніколаса Спаркса. Він зобразив Вілла Блакелі, любовний інтерес персонажа Майлі Сайрус. Картина непогано виступила в американському прокаті, але визнання у критиків не знайшла. У вересні все того ж 2009 року Гемсворт з'явився в рекламі Foxtel, а трохи пізніше журнал Details назвав актора потенційної «Зіркою Голлівуду наступного покоління». Тоді ж йому запропонували роль в епічному фентезі «Арабські ночі», прем'єра якого була намічена лише на 2014 рік. У 2012 році вийшов фантастичний трилер «Голодні ігри», екранізація бестселера Сюзанн Коллінз, де Ліам Гемсворт зіграв головну чоловічу роль. При 78-мільйонному бюджеті картина зібрала в прокаті 686 мільйонів доларів і отримала відносно непогану критику. Весь акторський склад, у тому числі і Ліам, був підписаний на наступні продовження[джерело?].
2013 рік у Ліама Хемсворта був досить насиченим. Він знявся в драмі «Емпайр Стейт» з Еммою Робертс, трилері «Параноя» з Гері Олдманом і сиквелі «Голодних ігор».

## Фільмографія

### Фільми
| Рік  | Українська назва                       | Оригінальна назва                     | Роль                 |
| ---- | -------------------------------------- | ------------------------------------- | -------------------- |
| 2009 | Знамення                               | Knowing                               | Спенсер              |
| 2009 | Трикутник                              | Triangle                              | Віктор               |
| 2010 | Остання пісня                          | The Last Song                         | Уілл Блейклі         |
| 2012 | Голодні ігри                           | The Hunger Games                      | Гейл Готорн          |
| 2012 | Нестримні 2                            | The Expendables 2                     | Білл «Малюк» Тіммонс |
| 2012 | Емпайр Стейт                           | Empire State                          | Кріс Потамітіс       |
| 2013 | Молоді серця                           | Love and Honor                        | Майкі Райт           |
| 2013 | Параноя                                | Paranoia                              | Адам Кеседі          |
| 2013 | Голодні ігри: У вогні                  | The Hunger Games: Catching Fire       | Гейл Готорн          |
| 2014 | Кат Бенк                               | Cut Bank                              | Двейн МакЛарен       |
| 2014 | Голодні ігри: Переспівниця. Частина І  | The Hunger Games: Mockingjay – Part 1 | Гейл Готорн          |
| 2015 | Кравчиня                               | The Dressmaker                        | Тедді Максвіні       |
| 2015 | Голодні ігри: Переспівниця. Частина ІІ | The Hunger Games: Mockingjay – Part 2 | Гейл Готорн          |
| 2016 | День незалежності: Відродження         | Independence Day: Resurgence          | Джейк Моррісон       |
| 2016 | Дуель                                  | The Duel                              | Девід Кінгстон       |
| 2019 |                                        | Isn't It Romantic                     | Блейк                |
| 2019 |                                        | Killerman                             | Мо                   |
| 2020 | Арканзас                               | Arkansas                              | Кайл Рібб            |
| 2022 | Покерфейс                              | Poker Face                            | Майкл Нанкервіс      |
| 2024 | Самотня планета                        | Lonely Planet                         | Оуен Брофі           |

## Особисте життя
У 2009 році, під час зйомок фільму «Остання пісня», в актора почалися стосунки зі своєю колегою по знімальному майданчику — Майлі Сайрус. Правда, у квітні 2010 року пара розлучилася. Через якийсь час молоді люди знову були помічені разом, а в червні 2012 року було оголошено про заручини Сайрус і Гемсворта. Невдовзі пара одружилася. Після 7 місяців подружнього життя вони розлучились — Майлі помітили на пляжі в Італії з дружиною Дженнера, вони цілувались. Раніше Сайрус говорила про свою бісексуальність.
21 серпня 2019 року з'явилося повідомлення, що Гемсворт подав на розлучення. Причиною він указав «нерозв'язні суперечності між подружжям». Передбачається, що розлучення буде швидким, адже в пари, що одружилася в грудні 2018, немає дітей і спільно нажитого майна.
Ліам Гемсворт — філантроп, посол Австралійського фонду дитинства, організації, яка здійснює захист дітей на Зеленому континенті. Він говорить про це: «У мене були найкращі батьки, які тільки можуть бути. Вони працювали в області захисту дітей, і завжди давали мені підтримку. Світ — досить лякливе  місце для дітей, і важливо, щоб будинок завжди був безпечним місцем для них». Коли його запитали, чи вважає він себе героєм для дітей, він відповів: «Я не знаю, герой чи я для дітей, але я хотів би ним бути. Я хотів би бути гарним прикладом».